# Metapontius walteri
Metapontius walteri is een eenoogkreeftjessoort uit de familie van de Artotrogidae. De wetenschappelijke naam van de soort is voor het eerst geldig gepubliceerd in 2005 door Johnsson & Neves.